# Katedra św. Henryka w Helsinkach
Katedra św. Henryka w Helsinkach (fiń. Pyhän Henrikin katedraali, szw. Sankt Henriks katedral) – katedra rzymskokatolicka w Helsinkach, główna świątynia diecezji helsińskiej, obejmującej swym zasięgiem całą Finlandię. Mieści się przy ulicy Pyhän Henrikin aukio, pod numerem 1.
Wybudowana w 1860 według projektu niemieckiego architekta Ernsta Lohrmanna jako kościół garnizonowy dla polskich żołnierzy służących w armii rosyjskiej. W oknach świątyni umieszczone są witraże. W lewej nawie wisi tablica upamiętniająca papieża Jana Pawła II, który odprawił mszę w katedrze w 1989 podczas pielgrzymki do krajów skandynawskich. Raz w miesiącu odprawiane są msze w języku polskim. Od 1955 posiada godność katedry.